# National Enterprise Board
Das National Enterprise Board (NEB) war eine Regierungsbehörde in Großbritannien. Sie wurde 1975 von der Labour-Regierung unter Harold Wilson mit dem Ziel gegründet, mehr Industrieunternehmen in öffentliches Eigentum zu bringen. Die ersten Vorschläge wurden im Weißbuch The Regeneration of British Industry zusammengefasst und 1975 im Industry Act gesetzlich geregelt. Eine der ersten Arbeiten der NEB war der Ryder Report über die Zukunft der British Leyland Motor Corporation, der nach dem ersten Präsidenten der NEB – Sir Don Ryder – benannt wurde.
Nachdem die Conservative Party unter der Führung von Margaret Thatcher 1979 die Regierung übernommen hatte, begann der Einfluss der NEB zu schwinden. Der letzte von der Labour Party eingesetzte Präsident, Sir Leslie Murphy, trat mit seiner gesamten Führungsmannschaft zurück als der neue Industrieminister Sir Keith Joseph der NEB die Verantwortung für die Regierungsanteile an Rolls-Royce entzog.
Der nächste Präsident war Sir Arthur Knight, der sich damit zufriedengab, mehrere Unternehmen abzugeben, jedoch ein starker Befürworter des Inmos-Projekts war. Dennoch trat er, enttäuscht von der Regierung, im November 1980 zurück. Sein Nachfolger Sir John King fuhr damit fort, die meisten Aktivitäten der Behörde zu beenden. 1981 schließlich wurde die NEB zusammen mit der National Research Development Corporation zur British Technology Group fusioniert. 1991 wurde die British Technology Group privatisiert.